# Arena (groupe)
 (mai 2019).
Si vous disposez d'ouvrages ou d'articles de référence ou si vous connaissez des sites web de qualité traitant du thème abordé ici, merci de compléter l'article en donnant les références utiles à sa vérifiabilité et en les liant à la section « Notes et références ».
Pour les articles homonymes, voir Arena.
Arena est un groupe de rock néo-progressif britannique. Il est formé en 1995 par Clive Nolan et Mick Pointer. Musicalement, le style néo-progressif du groupe plonge ses racines dans des influences de rock symphonique et de hard rock. Certains des albums récents du groupe ont un son similaire au précédent groupe de Nolan, Shadowland. Toutes les paroles du groupe sont écrites par Clive Nolan

## Biographie
Arena est formé en 1995 par Clive Nolan, claviériste des groupes Pendragon et Shadowland, et Mick Pointer, batteur de Marillion entre 1979 et 1983. Les membres fondateurs incluent le guitariste Keith More, le vocaliste John Carson, et le bassiste Cliff Orsi. Orsi est remplacé par John Jowitt (de IQ) pendant leurs premières années, et Carson et More quittent le groupe en 1996 et 1997, et sont remplacés par Paul Wrightson et John Mitchell (de Frost*) respectivement. Both Jowitt et Wrightson quittent le groupe en 1998, et sont remplacés par Ian Salmon et Rob Sowden, et stabilisent ainsi le groupe entre 1998 et 2010. Paul Manzi remplace Sowden en 2010. En 2011, Jowitt rejoint le groupe pour remplacer Salmon ; il part de nouveau en 2014 et est remplacé par Kylan Amos. En 2020, Damian Wilson remplace Paul Manzi.
AllMusic considère le groupe comme le plus dominant en matière de neo-prog des années 1990.

## Membres

### Membres actuels
- Clive Nolan - claviers, chœurs
- Mick Pointer - batterie, chœurs
- John Mitchell - guitare
- Damian Wilson - chant
- Kylan Kajamera Amos - basse

### Anciens membres
- John Carson - chant
- John Jowitt - basse, chœurs
- Keith More - guitare, chœurs
- Cliff Orsi - basse
- Paul Wrightson - chant
- Rob Sowden - chant
- Paul Manzi - chant

## Discographie
- 1995 : Songs from the Lion's Cage
- 1996 : Edits (EP)
- 1996 : Pride
- 1997 : The Cry (EP incluant des morceaux retravaillés des deux premiers albums)
- 1997 : Welcome to the Stage (concert)
- 1997 : Welcome Back! to the Stage (EP)
- 1998 : The Visitor
- 1999 : The Visitor Revisited
- 2000 : Immortal?
- 2001 : Breakfast in Biarritz (concert)
- 2001 : Unlocking the Cage 1995-2000
- 2003 : Contagion
- 2003 : Contagious (EP)
- 2003 : Contagium (EP)
- 2003 : Radiance (version acoustique des morceaux de Contagion)
- 2004 : Live and Life (concert)
- 2005 : Pepper's Ghost'
- 2006 : Ten Years On (best-of)
- 2011 : The Seventh Degree of Separation
- 2014 : Contagion Max
- 2015 : The Unquiet Sky
- 2018 : Double Vision
- 2022 : The Theory of Molecular Inheritance

## Vidéographie
- 2003 : Caught in the Act (concert) (DVD)
- 2006 : Smoke and Mirrors (concert) (DVD)
- 2011 : Rapture (concert) (DVD)